# بخ
 بخ  شهری که مرکز بخش گاریزات شهرستان تفت در استان یزد ایران است
.

## جمعیت
شهر بخ، شهر مرکزی بخش گاریزات است و براساس سرشماری مرکز آمار ایران در سال ۱۳۹۵، جمعیت آن ۱۲۰۰ نفر (۲۵۵خانوار) بوده‌است.ولی اکنون [1402] با رشد قابل توجهی در حدود۲۲۰۰ نفر جمعیت دارد.